# Gerardo Maurisio
Gerardo Maurisio (Vicenza, 1176 circa – dopo il 1237) è stato un cronista medievale, attivo nella prima metà del Duecento.

## Biografia
Maurisio apparteneva a una facoltosa e nobile famiglia vicentina di fedeltà ghibellina, ben radicata e partecipe delle turbolenze che agitarono la città, durante le quali parteggiò per la famiglia degli Ezzelini; famiglia che egli rappresentò alla riunione della Lega Lombarda nel 1231 a Bologna. Molti biografi hanno erroneamente detto di lui che fosse notaio: in realtà lo si ritrova giudice in alcune occasioni, mentre l'attribuzione al notariato nasce da un documento equivocato.
Finì in disgrazia nel 1236 durante la conquista di Vicenza da parte di Federico II di Svevia e il successivo saccheggio: nonostante l'appartenenza ghibellina e le benemerenze che poteva far valere, fu malmenato da soldataglie tedesche e privato di tutti i beni. 

### Chronica dominorum Ecelini et Alberici fratrum de Romano
Per ingraziarsi gli Ezzelini, sperando nel beneficio di un'azione riparatoria, recuperati a fatica i propri libri, si dedicò alla scrittura della Chronica dominorum Ecelini et Alberici fratrum de Romano, contenente la narrazione di oltre mezzo secolo di vicende della sua città, in una singolare duplice veste letteraria, parte in prosa e parte in versi.
L'angolazione dell'opera, ovviamente visti gli intenti, è fortemente squilibrata in favore degli Ezzelini, la cui esaltazione avviene attraverso le gesta dei suoi protagonisti: Ezzelino II, Ezzelino III e Alberico da Romano (a Beatrice, moglie di quest'ultimo, è anche dedicata l'opera).
Nonostante la parzialità, l'opera è importante come testimonianza diretta della storia di Vicenza per oltre un cinquantennio (1183-1237) a cavallo tra XII e XIII secolo.